# James Chatters
James C. Chatters (ur. 20 marca 1949) – amerykański antropolog, archeolog i paleontolog.

## Życiorys
James Chatters studiował na Uniwersytecie Stanu Waszyngton w Pullman, uzyskując w 1971 roku licencjat z antropologii. Następnie zapisał się na Uniwersytet Waszyngtoński w Seattle, gdzie kontynuował studia antropologiczne, uzyskując tytuły magistra i doktora, odpowiednio w 1975 i 1982 roku.
Od 1964 roku Chatters brał udział w badaniach i wykopaliskach, robiąc analizy osteologiczne w zachodnich Stanach Zjednoczonych i północno-zachodnim Pacyfiku, a także na Hawajach, Alasce, w Minnesocie, Teksasie, prowincji Saskatchewan w Kanadzie oraz w Brazylii. Po zdobyciu tytułu magistra w 1975 roku zaczął brać udział w amerykańskich projektach paleoekologicznych, m.in. w Kentucky i Maryland.
Jesienią 1977 roku został zatrudniony jako archeolog w parku narodowym Custer National Forest w Watford City w Dakocie Północnej. W latach 1980–81 pełnił funkcję adiunkta w Departamencie Antropologii na Central Washington University, a w 1982 roku został zastępcą dyrektora Central Washington Archaeological Survey. W 1987 roku antropolog przeprowadził się do Tri-Cities, zatrudniając się w Pacific Northwest National Laboratory. W 1993 roku założył własną firmę konsultingową w dziedzinie medycyny sądowej. Był w grupie naukowców dostarczających analizy kryminalistyczne i badania naukowe dla agencji rządowych i państwowych organów ścigania.
Chatters był konsultantem, który jako pierwszy określił starożytne pochodzenie czaszki odnalezionej przez studentów nad Kolumbią w lipcu 1996 roku. Kości okazały się paleoantropologicznym znaleziskiem szkieletu prahistorycznego człowieka z Kennewick.